# 갓즈 포켓
《갓즈 포켓》(영어: God's Pocket)은 존 슬래터리 감독의 2014년 영화이다. 피트 덱스터의 1983년작 소설을 원작으로 슬래터리 감독과 앨릭스 멧커프가 각색했다. 필립 시모어 호프먼, 존 터투로, 크리스티나 헨드릭스가 출연한다.

## 출연

### 주연
- 필립 세이모어 호프만
- 리차드 젠킨스
- 크리스티나 헨드릭스

### 조연
- 에디 마산
- 존 터투로
- 케일럽 랜드리 존스
- 잭 오코넬
- 빌 부엘
- 브리짓 바캔
- 마이클 드레이어
- 프루덴스 라이트 홈즈
- 에디 맥기
- 몰리 프라이스
- 도메닉 롬바르도지
- 글렌 플레쉬러
- 아서 프렌치
- 조나단 고든
- 조이스 밴 패튼
- 매튜 로울러
- 대니 마스트로지오르지오
- 크리스토퍼 맥칸
- 피터 게러티
- 마이클 케이첵
- 카민 파미글리에티
- 레니 베니토

## 기타
- 총괄프로듀서: 마크 카민
- 총괄프로듀서: 갈트 니더호퍼
- 총괄프로듀서: 딘 데블린
- 프로듀서: 랜스 아코드
- 프로듀서: 잭키 켈먼 비스비
- 프로듀서: 샘 비스비
- 프로듀서: 필립 세이모어 호프만
- 프로듀서: 존 슬래터리
- 프로듀서: 에밀리 지프
- 공동프로듀서: 스티브 애피셀라
- 공동프로듀서: 에리카 햄슨
- 조감독: 스티브 애피셀라
- 조감독: 패트릭 맥도널드
- 믹싱: 폴 서
- 미술: 로셀 버리너
- 분장: 라셸 기어리
- 헤어: 재클린 웨이스
- 의상: 도나 자코브스카
- 섭외: 수잔 숍메이커
- 프로덕션매니저: 졸리언 브레빈스
- 프로덕션매니저: 파커 체핵
- 프로덕션매니저: 마크 카민